# Сумбатль
Сумбатль (лак. Сумматӏул, Сумбатӏул) — село в Кулинском районе Дагестана.
Образует сельское поселение село Сумбатль как единственный населённый пункт в его составе.

## Географическое положение
Село находится в 3 километрах от районного центра Вачи, в 168 километрах от столицы Дагестана Махачкалы, на высоте в среднем 2000 м над уровнем моря, между хребтами Кокма и Дюльты-Даг, у подножия горы Бярта в долине реки Кули (приток Казикумухского Койсу).
Ближайшие населённые пункты — Вачи, Кули

## Климат
Климат типичный для горного Дагестана, умеренно континентальный, характерен большой разностью температур между днем и ночью в горах. Средняя температура января — плюс 4°, августа — плюс 20°.Осадков выпадает около 500 мм в год. Абсолютный минимум температуры — минус 20°, абсолютный максимум — плюс 32°. Летние осадки носят ливневый характер и сопровождаются грозами, зимой выпадает снег.

## Этимология
Известный российский историк Лавров писал: «Любопытно, что Вачи и ближайшие к нему селения — Сумбатль (Сумбатӏуль) и Хосрек (Хъусращи) — носят имена средневековых персидских и албанских деятелей — Ваче, Сумбата и Хосрова». Село было знаменито талантливыми ремесленниками: сапожниками, шапочниками, лудильщиками, кузнецами, которые выезжали в плоскогорные районы Дагестана и в Закавказье.

## Население
| 1869 | 1888 | 1895 | 1926 | 1939 | 1959 | 1970 |
| ---- | ---- | ---- | ---- | ---- | ---- | ---- |
| 495  | ↗685 | ↗731 | ↘594 | ↘548 | ↘524 | ↗539 |
| 1989 | 2002 | 2010 | 2012 | 2013 | 2014 | 2015 |
| ↘386 | ↘364 | ↘264 | →264 | ↗269 | ↗276 | ↗281 |
| 2016 | 2017 | 2018 | 2019 | 2020 | 2021 | 2023 |
| ↘274 | ↘273 | ↘268 | ↘266 | ↗276 | ↗335 | ↗337 |
| 2024 | 2025 |      |      |      |      |      |
| →337 | ↘335 |      |      |      |      |      |

## История
По рассказам старожилов села, оно образовано из пяти небольших поселений. Остатки этих поселений сохранились и поныне. Отдельные из них отремонтированы и использовались как колхозные фермы. Поселения, из которых образовалось село, кроме Сумбатля, назывались: Чӏютӏра-Бакӏу, Хъуннащи, Ккунцалу, Эялу.
По одной версии, основано в 88 году армянским военачальником Сумбатом, по другой название происходит от места сбора сена «сун бат1ан», сун бат1у" .Одно из древнейших сел Дагестана. В районе села кладбище с захоронениями IV—VI веков. В средние века Сумбатль был в пределах царства Сарир, а позже в XII веке вошел в Газикумухское шамхальство. Сумбатль четырежды за свою историю подвергался разрушению — татаро-монголами Чингисхана, Тамерланом и дважды Надир-Шахом.
с 1860 года в составе Аштикулинского наибства Кази-Кумухского округа.
Во время Великой Отечественной войны 102 сумбатлинцев служили в рядах советской армии. Гази-Омаров донес победное знамя Дагестанского добровольческого конного эскадрона до Рейхстага. 61 сумбатлинец пали на полях сражений. Селение издревле славилось своими оружейными мастерами. Сумбатль называют селением железнодорожников, так как большой процент его жителей занят работой на железнодорожном транспорте. В Сумбатле более 30 династий железнодорожников, и у каждой общий трудовой стаж превышает 100—150 лет.
Основным занятием сумбатлинцев, как и жителей других лакских селений, было земледелие и животноводство. На значительной части их территории было организовано террасное земледелие, что говорит о древности производства злаков в Сумбатле, так как появление террасного земледелия в Дагестане относится к незапамятным временам. В основном сеяли рожь, ячмень, голый ячмень, бобы, овес, лен, из семян которого делали урбеч. Урожайность зерновых обычно составляла 8—10 центнеров с одного гектара, что обычно для горских террасных земель. В качестве удобрения обычно использовали, как и везде в горах, навоз и золу. Вспашка и молотьба осуществлялись с использованием быков, редко лошадей. В основном при проведении сельскохозяйственных работ быков, ослов использовали сообща, помогая друг другу. Начало пахоты отмечали, как и поныне отмечают, большим праздником «Хъарас щаву» (праздник первой борозды). Обычно его отмечают в последней декаде марта. Вспашкой, сенокосом занимались, как правило, мужчины; уборкой урожая зерновых, вязанием снопов — женщины.

## Экономика посёлка
Источниками водоснабжения являются поверхностные и подземные воды. В части домов есть водопровод. Население в основном занимается животноводством (разведение мелкого рогатого скота, лошадей) и частично полеводством. Есть огороды.

### Социально-бытовое обслуживание
В настоящее время в селении функционируют Дом Культуры, фельдшерско-акушерский пункт, мечеть,магазин.

### Связь
Село телефонизировано.

### Транспорт
Прямое автобусное сообщение в село из Махачкалы отсутствует. Через село проходит автодорога, по которой можно попасть в Вачи и Кули. Основной вид общественного транспорта — маршрутное такси. В небольших объёмах используется также гужевой транспорт.

## Образование
Функционирует средняя школа (открыта в 1926 году), количество учеников — 54 (2008).